# 日本航空高等学校北海道
日本航空高等学校 北海道（にほんこうくうこうとうがっこうほっかいどう）は、学校法人日本航空学園が運営する北海道千歳市泉沢にある私立高等学校。同じ敷地内には併設校である日本航空大学校 北海道があり、キャンパスを共有している。山梨県甲斐市にある日本航空高等学校と石川県輪島市にある日本航空高等学校石川は兄弟校にあたる。

## 沿革
- 1999年4月 - 通信制課程が開校。
- 2023年8月 - 女子バスケットボール部がインターハイ初出場。
- 2023年12月 - 女子バスケットボール部がウィンターカップ初出場。
- 2024年4月 - 全日制課程が開校。

## 学科

### 航空科
航空工学コース
- 情報ステージ
- 航空整備士・グランドハンドリングステージ

国際コース
- 総合ステージ
- キャビンアテンダントステージ
- アスリート・芸術ステージ

## 部活動
- 運動部
  - バスケットボール部
  - ゴルフ部
  - 卓球部
  - ソフトテニス部
- 文化部
  - イングリッシュ部
  - 学習部

## 系列校

### 専修学校
- 日本航空大学校石川
- 日本航空大学校北海道

### 高等学校
- 日本航空高等学校
- 日本航空高等学校石川
- 日本航空高等学校通信制課程

### 中学校
- 日本航空高等学校附属中学校